# Новосёлки (Бобовнянский сельсовет)
Новосёлки (бел. Навасёлкі) — деревня в Копыльском районе Минской области Беларуси. В составе Бобовнянского сельсовета.

## География
Недалеко пролегает дорога Н-8571.
Ближайшие населённые пункты Веселый, Зарудное, Калиновка 2, Малиновка и др.

## История
В 1909 году в составе Минской губернии.
До 8 июня 1963 года деревня входила в состав Песочненского сельсовета.

## Население

### Численность
- 2009 год — 19 жителей

### Динамика
- 1999 год — 41 жителей (перепись населения)
- 2009 год — 19 жителей (перепись населения)[2]

## Улицы
- Ромашковая